# Rostyslav Kryvyč
Rostyslav Jurijovyč Kryvyč (in ucraino Ростислав Юрійович Кривич?; Charkiv, 14 dicembre 1978) è un ex cestista ucraino, fratello gemello di Ihor Kryvyč.

## Carriera
Con l'Ucraina ha disputato i Campionati europei del 2005.